# 102 (عدد)
102 (مائة واثنان) هو عدد صحيح. يلي العدد 101 ويسبق العدد 103 وهو عدد طبيعي موجب.